# Roller Uberball
Roller Uberball é um jogo eletrônico desenvolvido pela empresa brasileira Decadium e lançado exclusivamente para o iPhone. 
O jogo possui gráficos em 3D, utilizando uma física realista na qual os jogadores devem conduzir uma bola ao longo de um duto, sem tocar nas partes superior e inferior da tela, utilizando habilidades de reflexo para conseguir o máximo de pontuação possivel.

## Ligações Externas
- Página do jogo na Decadium